# الإسلام في سريلانكا
وصول الإسلام إلى هذه المنطقة ارتبط بوصوله إلى الهند وجزر أندونسيا، فلقد كان العرب على صلة تجارية بجزيرة سرنديب قبل ظهور الإسلام، وكان طبيعياً أن يصل التجار العرب المسلمون إليها خلال القرن الهجري الأول، غير أن الانتشار الفعلي للإسلام في جزيرة سيلان بدأ بنهاية القرن الأول الهجري وبداية القرن الثاني، حيث انتشر الإسلام في سواحل الجزيرة، ثم وفد إلى الجزيرة مسلمون من التاميل الهنود، ومسلمون من الملايو وأندونسيا، ولقد اتخد ملوك جزيرة سيلان مستشارين لهم من العرب والمسلمين في فترات سابقة على الاستعمار الأوروبي. وعندما خضعت جزيرة سيلان للاستعمار البرتغالي ثم الهولندي، وأخيراً البريطاني، واجه المسلمون تحدياً من البعثات التنصيرية طيلة أربعة قرون، فلقد دعم الاستعمار هذه البعثات التنصيرية وأمدها بنفوده، وأمام هذا التحدي لجأ المسلمون إلى المناطق المنعزلة، وعلى الرغم من مساندة الاستعمار للبعثات التنصيرية المسيحية، لم تتجاوز حصيلتها نصف مليون مسيحي، وظل الإسلام ينتشر بجهود فردية دون دعم مادي أو سياسي. ويقدر عدد المسلمون في سريلانكا بحوالي 2,000,000 نسمة.
السكان. يبلغ عدد السكان 22,238,000 نسمة، وتبلغ نسبة السنهاليين 69% من مجموع السكان وينحدرون من شعوب شمالي الهند، وتعرف لغتهم بالسنهالا، ومعظمهم يعتنقون البوذية أما التاميل فيمثلون 15% من مجموع السكان وينحدرون من جنوب الهند، ويعيش أغلبهم في المناطق الشمالية والشرقية للبلاد. وتعد اللغتان السنهالية والتاميلية اللغتين الرسميتين في البلاد. أما المور السرلانكيين فيشكلون ثالث مجموعة عرقية في سريلانكا ونسبتهم 10%، يتحدث معظمهم لغة التاميل، ويدينون بالإسلام.

## المسلمين في سريلانكا
تقع سريلانكا في الجزء الجنوبي الشرقي من الهند، وتطل على خليج المنار والبنغال، وقد استقلّت عن إنجلترا في عام 1948م، وتبلغ مساحتها 525 ,65 كلم2، وعدد سكان سريلانكا يبلغ نحو 19,43 مليون نسمة، و تتكون سريلانكا من عدّة قوميات:السنهال 74 %، التاميل 18 %، موروس 7% آخرون 1%.

أما الأديان: البوذيون 70%، الهندوس 15% المسلمون 8% النصارى 7%، ومنذ عام 1983م اندلعت الحرب بين السنهال ذات الأغلبية السكانية، وبين الأقلية التاميلية، أو بعبارة أخرى بين البوذيين والهندوس، فكان المسلمون ضحايا هذا الصراع المرير والذي ما زال مستمرّاً لأكثر من عشرين عاماً.

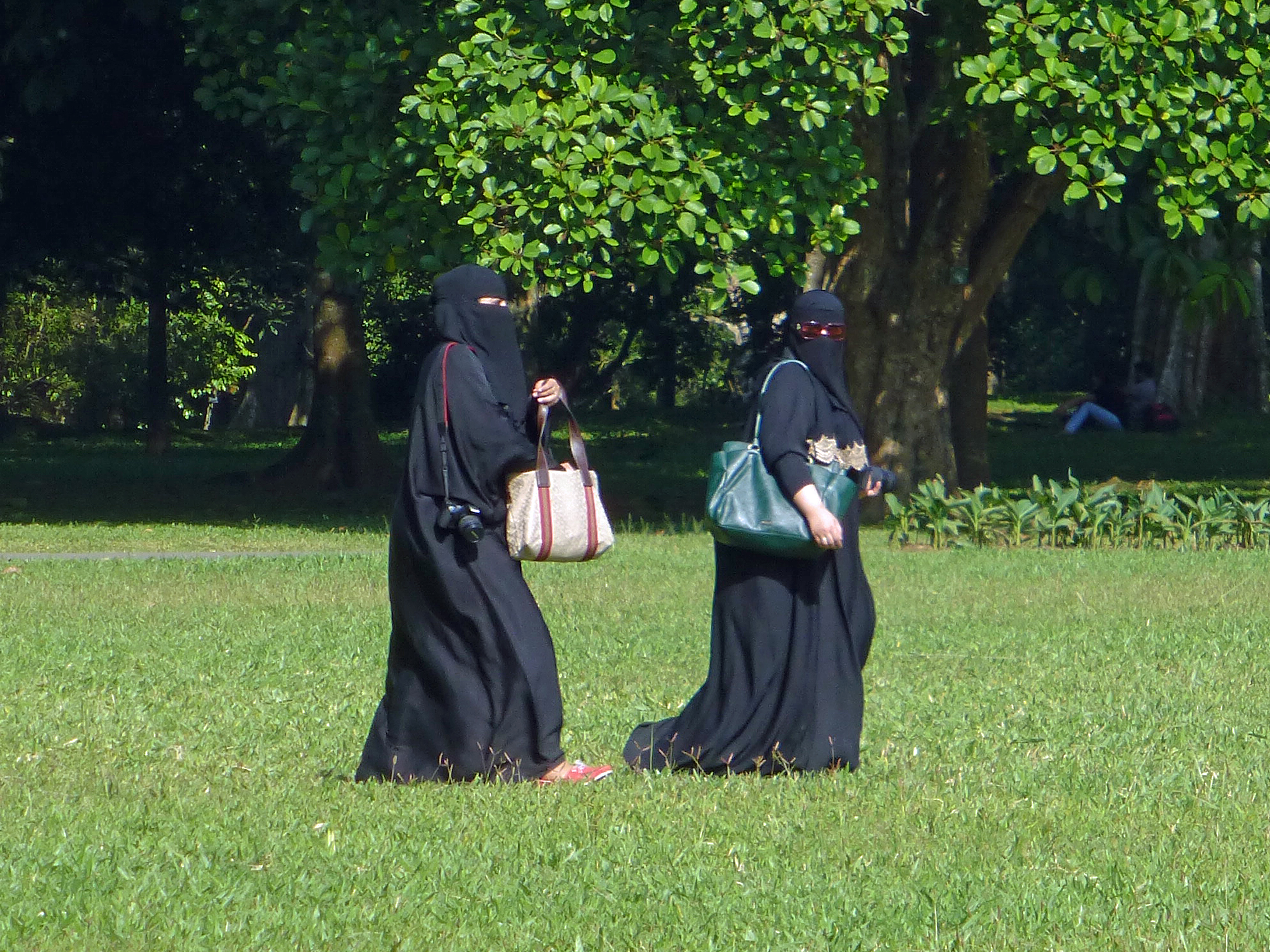
النساء يرتدين النمقاب في سريلانكا

## التوزيع الجغرافي للمسلمين
ينتشر المسلمون في كل مقاطعات سريلانكا، ويلاحظ أن المسلمين في القطاع الشمالي والقطاع الشرقي من البلاد يتعرضون للدمار من جانب ثوار التاميل ومن جانب قوات حفظ السلام الهندية، فيوجد في القطاعين 200 ألف لاجئ مسلم، وهدم 200 مسجد، ونهب 2مليون رأس من الأبقار، وبلغت خسائر المسلمين 125مليون دولار أمريكي.

## المساجد
يقدر عدد المساجد في البلاد ككل بنحو ألفي مسجد منتشرة في المدن والقرى التي يتواجد فيها المسلمون ويتمركزون، ومن المعروف أن اللغة النهالية هي اللغة الرسمية للبلاد ككل، والتي يتحدث بها الكثير من مسلمي سيرلانكا بالإضافة إلى لغة التاميل التي يتحدث بها " المور السريلانكيون" الذين يشكلون ثالث مجموعة عرقية في سريلانكا والتي تبلغ نسبتهم 10 % ويدينيون بالديانة الإسلامية، وتمت ترجمت معاني القرآن الكريم إلى هاتين اللغتين (السنهالية ولغة التاميل).

## القرآن
لقد ترجمت معاني القرآن الكريم إلى اللغتين السنهالية واللغة التاميلية، وقامت بالترجمة منظمات إسلامية بسريلانكا، ويطبق المسلمون الشريعة الإسلامية في معاملاتهم.

## التعليم
للمسلمين مدارسهم الخاصة، حيث يتلقي أبناء المسلمين من الذكور والأناث تعليماً إسلامياً، وتوجد في سريلانكا 500 مدرسة ابتدائية إسلامية تخضع لإشراف حكومة البلاد، وأكثر من 200 معهد عربي ومن هذه المعاهد معهد دار التوحيد السلفية بمدينة فركهاديني وكلية الرشاد العربية بكولومبو ودار العلوم الميزانية ودار العلوم الهاشمية التي تقع في مركز مدينة ناوالافيديا، ويفد إليها الطلاب من ماليزيا وإندونيسيا وكمبوديا وفلسطين والأردن والجزائر والجامعة النظيمية والكلية الغفورية والمدرسة القاسمية والكلية الشرقية والجامعة الفتاحية وجامعة الفلاح وجامعة مدينة العلم ومعهد بن عمر العربي بمابولا في جوار العاصمة كولومبو وكلية بن عباس العربية بجالي وغيرها. وهناك نوع من المدارس تفتح أبوابها لأبناء المسلمين يوم الأحد حيث العطلة الأسبوعية، وتسمي المدارس الأحدية، أسستها جمعية إسلامية لتعليم أبناء المسلمين مبادئ الدين الإسلامي وحفظ القرآن، وخصص لرجال الدين الإسلامي مدرسة دار العلوم بالعاصمة، وتدرس بها علوم الدين باللغة العربية، وهناك كلية السيدات المسلمات في مدينة كليليا، كما توجد الزاهرة في مدينة كولومبو، وجامعة كيلانيا الدراسات الإسلامية وتخضع هذه المؤسسات التعليمة لإشراف الدولة، ويعين خرجوها للتدريس في المدارس الابتدائية الإسلامية، ومدارس للأيتام، تعد دار الأيتام المسلمين بماكولا أقدم وأكبر دور الأيتام في سريلانكا، ويجدر ذكره أن الدار قسمان، كلية أنوار العلوم العربية للعلوم الشرعية والعربية إضافة إلى العلوم المعاصرة، ومدرسة اليتامى في ملوانا للعلوم المعاصرة، وتوجد تحفيظ القرآن الكريم ودار للثقافة الإسلامية ومكتبة إسلامية، وهناك جامعة الفلاح في كاتا ناكودى في شرق البلاد.

## الجمعيات الإسلامية
هناك عدد من الجمعيات الإسلامية بين هيئة وجماعة ومؤسسة، منها جماعة التبليغ، وجمعية علماء سريلانكا، والجماعة المسلمة، وجمعية أنصار السنة، وهي من أقدم الجمعيات بسريلانكا حيث أسسها العلامة عبد الحميد البكري عام 1947م، وجمعية الشبان المسلمين، ومن الجمعيات الإسلامية جمعية ندوة البخاري، والجماعة الإسلامية، وجمعية الأمين، هذا إلى جانب عدد من الجمعيات الخيرية، وللمسلمين ثلاثة صحف تصدر شهرياً، وهناك حزب سياسي إسلامي تشكل في سنة 1981 م وهو حزب المؤتمر الإسلامي السريلانكي في مدينة كولمبو.

## العقيدة
- أكثر سكان سريلانكا ينتسبون إلى مذهب الشافعية.[بحاجة لمصدر]